# Vuelta a San Juan
Vuelta a San Juan je etapový cyklistický závod konaný v argentinské provincii San Juan. Závod má obvykle 7 etap. Od roku 2017 do roku 2019 byl závod organizován jako součást UCI America Tour. V roce 2020 se závod stal součástí UCI ProSeries.

## Seznam vítězů
| Rok       | Země                               | Jezdec                             | Tým                                         |
| --------- | ---------------------------------- | ---------------------------------- | ------------------------------------------- |
| 1982      | Argentina                          | Eduardo Trillini                   |                                             |
| 1983      | Chile                              | Víctor Caro                        |                                             |
| 1984      | Argentina                          | Pedro Chirino                      |                                             |
| 1985      | Argentina                          | Ramón Sánchez                      |                                             |
| 1986      | Argentina                          | Ramón Sánchez                      |                                             |
| 1987      | Argentina                          | Daniel Castro                      |                                             |
| 1988      | Argentina                          | Luis Moyano                        |                                             |
| 1989      | Argentina                          | Alberto Bravo                      |                                             |
| 1990      | Argentina                          | Javier Argonz                      |                                             |
| 1991      | Argentina                          | Alberto Bravo                      |                                             |
| 1992      | Argentina                          | Alberto Bravo                      |                                             |
| 1993      | Argentina                          | Juan Agüero                        |                                             |
| 1994      | Argentina                          | Juan Agüero                        |                                             |
| 1995      | Argentina                          | David Kenig                        |                                             |
| 1996      | Argentina                          | Raúl Ruarte                        |                                             |
| 1997      | Argentina                          | Eduardo Mulet                      |                                             |
| 1998      | Argentina                          | Gonzalo Rosas                      |                                             |
| 1999      | Argentina                          | Gustavo Toledo                     |                                             |
| 2000      | Nejelo se                          | Nejelo se                          | Nejelo se                                   |
| 2001      | Argentina                          | Edgardo Simón                      |                                             |
| 2002      | Argentina                          | Edgardo Simón                      |                                             |
| 2003      | Argentina                          | Oscar Villalobo                    |                                             |
| 2004      | Argentina                          | Oscar Villalobo                    |                                             |
| 2005      | Argentina                          | Luciano Montivero                  |                                             |
| 2006      | Argentina                          | Gerardo Fernández                  |                                             |
| 2007      | Argentina                          | Luciano Montivero                  |                                             |
| 2008      | Argentina                          | Pedro González                     |                                             |
| 2009      | Argentina                          | Gerardo Fernández                  |                                             |
| 2010      | Argentina                          | Juan Pablo Dotti                   |                                             |
| 2011      | Argentina                          | Daniel Zamora                      |                                             |
| 2012      | Argentina                          | Juan Pablo Dotti                   |                                             |
| 2013      | Argentina                          | Daniel Zamora                      |                                             |
| 2014      | Argentina                          | Laureano Rosas                     | Sindicato de Empleados Públicos             |
| 2015      | Argentina                          | Laureano Rosas                     | Sindicato de Empleados Publicos de San Juan |
| 2016      | Argentina                          | Laureano Rosas                     | Sindicato de Empleados Publicos de San Juan |
| 2017      | Nizozemsko                         | Bauke Mollema                      | Trek–Segafredo                              |
| 2018      | Španělsko                          | Óscar Sevilla                      | Medellín                                    |
| 2019      | Kolumbie                           | Winner Anacona                     | Movistar Team                               |
| 2020      | Belgie                             | Remco Evenepoel                    | Deceuninck–Quick-Step                       |
| 2021–2022 | Nejelo se kvůli pandemii covidu-19 | Nejelo se kvůli pandemii covidu-19 | Nejelo se kvůli pandemii covidu-19          |
| 2023      | Kolumbie                           | Miguel Ángel López                 | Team Medellín–EPM                           |

## Vítězství dle zemí
| Vítězství | Země                              |
| --------- | --------------------------------- |
| 33        | Argentina                         |
| 2         | Kolumbie                          |
| 1         | Chile Nizozemsko Španělsko Belgie |